# Liste des députés européens de Roumanie de la 7e législature

Cet article présente la liste des députés européens de Roumanie pour la mandature 2009-2014, élus lors des élections européennes de 2009 en Roumanie.

## Députés européens élus en 2009
| Nom                       | Parti | Parti                               | Groupe politique européen | Groupe politique européen |
| ------------------------- | ----- | ----------------------------------- | ------------------------- | ------------------------- |
| Elena Oana Antonescu      |       | Parti démocrate-libéral             |                           | PPE                       |
| Elena Băsescu             |       | Parti démocrate-libéral             |                           | PPE                       |
| Sebastian Valentin Bodu   |       | Parti démocrate-libéral             |                           | PPE                       |
| Victor Boștinaru          |       | Parti social-démocrate              |                           | S&D                       |
| Rovana Plumb              |       | Parti social-démocrate              |                           | S&D                       |
| Corina Crețu              |       | Parti social-démocrate              |                           | S&D                       |
| George Sabin Cutaș        |       | Parti conservateur                  |                           | S&D                       |
| Viorica Dăncilă           |       | Parti social-démocrate              |                           | S&D                       |
| Ioan Enciu                |       | Parti social-démocrate              |                           | S&D                       |
| Cristian Bușoi            |       | Parti national libéral              |                           | ADLE                      |
| Cătălin Ivan              |       | Parti social-démocrate              |                           | S&D                       |
| Petru Luhan               |       | Parti démocrate-libéral             |                           | PPE                       |
| Monica Macovei            |       | Parti démocrate-libéral             |                           | PPE                       |
| Marian-Jean Marinescu     |       | Parti démocrate-libéral             |                           | PPE                       |
| Iosif Matula              |       | Parti démocrate-libéral             |                           | PPE                       |
| Norica Nicolai            |       | Parti national libéral              |                           | ADLE                      |
| Rareș Lucian Niculescu    |       | Parti démocrate-libéral             |                           | PPE                       |
| Ioan Mircea Pașcu         |       | Parti social-démocrate              |                           | S&D                       |
| Cristian Preda            |       | Parti démocrate-libéral             |                           | PPE                       |
| Daciana Octavia Sârbu     |       | Parti social-démocrate              |                           | S&D                       |
| Adrian Severin            |       | Parti social-démocrate              |                           | S&D                       |
| Ramona Mănescu            |       | Parti national libéral              |                           | ADLE                      |
| Csaba Sógor               |       | Union démocrate magyare de Roumanie |                           | PPE                       |
| Theodor Stolojan          |       | Parti démocrate-libéral             |                           | PPE                       |
| Claudiu Ciprian Tănăsescu |       | Parti de la Grande Roumanie         |                           | Non-inscrits              |
| Silvia Adriana Țicău      |       | Parti social-démocrate              |                           | S&D                       |
| László Tőkés              |       | Union démocrate magyare de Roumanie |                           | PPE                       |
| Traian Ungureanu          |       | Parti démocrate-libéral             |                           | PPE                       |
| Corneliu Vadim-Tudor      |       | Parti de la Grande Roumanie         |                           | Non-inscrits              |
| Adina-Ioana Vălean        |       | Parti national libéral              |                           | ADLE                      |
| Renate Weber              |       | Parti national libéral              |                           | ADLE                      |
| Iuliu Winkler             |       | Union démocrate magyare de Roumanie |                           | PPE                       |
| George Becali             |       | Parti de la Grande Roumanie         |                           | Non-inscrits              |

## Entrants/Sortants
| Entrant          | Parti | Parti | Groupe | Groupe | En remplacement de | Date             | Motif                                                             |
| ---------------- | ----- | ----- | ------ | ------ | ------------------ | ---------------- | ----------------------------------------------------------------- |
| Dan Zamfirescu   |       | PRM   |        | NI     | George Becali      | 9 janvier 2013   | Élection à la Chambre des députés                                 |
| Eduard Hellvig   |       | PNL   |        | ADLE   | Cristian Bușoi     | 4 septembre 2013 | Nommé directeur du Fonds national d'assurance maladie de Roumanie |
| Ovidiu Silaghi   |       | PNL   |        | ADLE   | Ramona Mănescu     | 4 septembre 2013 | Nommée ministre des Transports                                    |
| Minodora Cliveti |       | PSD   |        | S&D    | Rovana Plumb       | 18 mai 2012      | Nommée ministre de l'environnement                                |
| Roberto Dietrich |       | PNL   |        | ADLE   | Ovidiu Silaghi     | 11 juin 2014     | Élection à la Chambre des députés                                 |

## Changement d'affiliation
| Membre                  | Parti  | Parti       | Parti   | Parti       | Groupe | Groupe | Date            |
| Membre                  | Ancien | Ancien      | Nouveau | Nouveau     | Groupe | Groupe | Date            |
| ----------------------- | ------ | ----------- | ------- | ----------- | ------ | ------ | --------------- |
| László Tőkés            |        | UDMR        |         | Indépendant |        | PPE    | 12 mars 2012    |
| Cristian Preda          |        | PDL         |         | Indépendant |        | PPE    | 9 décembre 2013 |
| Cristian Preda          |        | Indépendant |         | PMP         |        | PPE    | 3 février 2014  |
| Sebastian Valentin Bodu |        | PDL         |         | PNȚCD       |        | PPE    | 15 mars 2014    |